# Magia Record
Magia Record: Puella Magi Madoka Magica Side Story (マギアレコード 魔法少女まどか☆マギカ外伝?, Magia Rekōdo: Mahō Shōjo Madoka Magika Gaiden), meglio conosciuto soltanto come Magia Record, è un videogioco di ruolo giapponese sviluppato da f4samurai per Android e iOS, pubblicato da Aniplex il 22 agosto 2017 in Giappone. Il gioco è un spin-off della serie televisiva anime del 2011 Puella Magi Madoka Magica e ha per protagonista Iroha Tamaki, una liceale giunta nella città di Kamihama in cerca della sua sorellina scomparsa misteriosamente.
Un manga basato sul videogioco e disegnato da Fujino Fuji è stato serializzato sulla rivista Manga Time Kirara Forward a partire dal 24 agosto 2018, e uno spettacolo dal vivo è stato prodotto nello stesso anno. Una serie televisiva anime prodotta dallo studio Shaft è stata trasmessa dal 5 gennaio al 29 marzo 2020 per tredici episodi ed è stata rinnovata per una seconda ed una terza stagione; le puntate sono state rese disponibili coi sottotitoli in italiano sulla piattaforma VVVVID.

## Trama
Una creatura chiamata Kyubey possiede il potere di garantire ad ogni ragazza un singolo desiderio, ma in cambio esse devono trasformarsi in ragazze magiche per combattere contro delle creature chiamate Streghe. Tra le ragazze magiche inizia a girare una voce secondo la quale esse possono essere sollevate da questo compito andando a visitare la città di Kamihama. Iroha Tamaki, una ragazza che ha dimenticato il suo desiderio, incontra un giorno un piccolo Kyubey e si ricorda che aveva desiderato di curare la sua sorellina Ui da una malattia. Rendendosi conto che Ui è scomparsa, Iroha viaggia verso Kamihama per trovare risposte, incontrando altre ragazze magiche lungo la via.

## Modalità di gioco
Magia Record è un videogioco di ruolo a turni in cui il giocatore utilizza le ragazze magiche che ha collezionato nella propria squadra sul lato destro dello schermo per combattere le Streghe sul lato sinistro. Il giocatore può scegliere quali attacchi utilizzare fra i cinque bottoni che vengono proposti ad ogni turno che vengono proposte dal gioco. Ne esistono di tre tipi che il giocatore può utilizzare: 
- Accele: attacca e aumenta i Magic Points (MP) del personaggio, che servono per utilizzare gli attacchi speciali
- Blast: attacca il nemico prendendo di mira più nemici in una riga o colonna
- Charge: attacca e aumenta la potenza dell'attacco successivo

Gli attacchi vengono potenziati automaticamente se tutti e tre i dischi scelti sono dello stesso tipo di comando o dello stesso personaggio.

## Sviluppo e distribuzione
Il gioco, prodotto da Yusuke Toyama e Masaki Satō, è stato annunciato ufficialmente nel settembre 2016 all'evento "Madogatari" per il 40º anniversario dello studio di animazione Shaft. Ume Aoki, che aveva già realizzato il character design nella serie anime originale, è stata scelta per realizzare il design dei nuovi personaggi del gioco, tra cui la protagonista Iroha Tamaki. Le animazioni durante le scene delle trasformazioni delle ragazze magiche sono state prodotte dalla Shaft.
L'uscita di Magia Record era originariamente prevista per maggio 2017, ma la sua pubblicazione è stata prima posticipata a luglio e successivamente alla sua effettiva data di uscita, il 22 agosto 2017. La versione inglese del videogioco è stata prodotta da Aniplex of America ed è stata pubblicata in Nord America il 25 giugno 2019. Tuttavia, dopo poco più di un anno, il 28 agosto 2020 viene annunciata la chiusura dei server nordamericani.

## Altri media

### Manga
Un manga basato sul videogioco e disegnato da Fujino Fuji è stato serializzato sulla rivista Manga Time Kirara Forward a partire dal 24 agosto 2018.

### Anime
Una serie d'animazione di 13 episodi basata sul videogioco venne annunciata da Shaft nel settembre 2018 e la sua trasmissione era prevista per il 2019, ma venne successivamente rimandata, andando in onda dal 4 gennaio al 28 marzo 2020 su Tokyo MX, Tochigi TV, Gunma TV, BS11 e MBS. La serie viene scritta e diretta da Gekidan Inu Curry, con Yukihiro Miyamoto come aiuto regista, Junichirō Taniguchi al character design e Tazumi Osawa come compositore delle musiche. La serie animata mantiene il cast del videogioco. Il girl group TrySail eseguì la sigla d'apertura Gomakashi (ごまかし?), mentre il duo ClariS eseguì la sigla di chiusura Alethea (アリシア?, Arishia). In Italia la serie è stata trasmessa sottotitolata in simulcast da VVVVID.
Una seconda stagione di 8 episodi intitolata Magia Record: Puella Magi Madoka Magica Gaiden - Kakusei zenya (マギアレコード 魔法少女まどか☆マギカ外伝 -覚醒前夜-?, Magia Rekōdo: Mahō Shōjo Madoka Magika Gaiden - Kakusei zenya) è andata in onda dal 31 luglio al 26 settembre 2021 sulle emittenti televisive giapponesi di Tokyo MX, Tochigi TV, Gunma TV e BS11. La sigla di apertura è Careless (ケアレス?, Kearesu), eseguita dal duo ClariS, mentre la sigla di chiusura è Lapis, eseguita dal gruppo TrySail.
Una terza stagione di 4 episodi intitolata Magia Record: Puella Magi Madoka Magica Gaiden Final Season - Asaki yume no akatsuki (マギアレコード 魔法少女まどか☆マギカ外伝 Final SEASON -浅き夢の暁-?, Magia Rekōdo: Mahō Shōjo Madoka Magika Gaiden Final Season - Asaki yume no akatsuki) sarebbe dovuta inizialmente andare in onda nel 2021 ma venne posticipata all'anno successivo. Gli episodi sono andati in onda il 3 aprile 2022 su Tokyo MX, MBS e AT-X.

#### Prima stagione
| Nº | Titolo italiano Giapponese 「Kanji」 - Rōmaji | In onda          | In onda |
| Nº | Titolo italiano Giapponese 「Kanji」 - Rōmaji | Giapponese       |         |
| 1  | Ehi, hai sentito la voce che gira sulle maghe? 「やぁやぁ、知ってる？魔法少女のその噂」 - Yaa yaa, shitteru? Mahō shōjo no sono uwasa                 | 4 gennaio 2020   |         |
| 2  | È come un certificato di rottura 「それが絶交証明書」 - Sore ga zekkō shōmeisho                                                                       | 11 gennaio 2020  |         |
| 3  | Mi dispiace che tu sia dovuta diventare mia amica 「友達にしてごめんね」 - Tomodachi ni shite gomen ne                                                | 18 gennaio 2020  |         |
| 4  | Non è il passato 「過去じゃないです」 - Kako ja nai desu                                                                                              | 25 gennaio 2020  |         |
| 5  | Non c'è nessuna sagoma con cui potresti combaciare tu 「あなたが割って入る隙間なんてないんですよ？」 - Anata ga wattehairu sukima nante nain desu yo? | 1º febbraio 2020 |         |
| 6  | Farei qualsiasi cosa 「なんだってしてやるよ」 - Nandatte Shiteyaru yo                                                                                 | 8 febbraio 2020  |         |
| 7  | Voglio che tu venga con me 「一緒に帰りたい」 - Issho ni kaeritai                                                                                     | 15 febbraio 2020 |         |
| 8  | Non devi assolutamente rispondere 「絶対に返信しちゃだめよ」 - Zettai ni henshin shicha dame yo                                                       | 22 febbraio 2020 |         |
| 9  | Un mondo in cui esisto soltanto io 「私しかいない世界」 - Watashi shika inai sekai                                                                    | 29 febbraio 2020 |         |
| 10 | Il mio nome 「私の名前」 - Watashi no namae | 7 marzo 2020     |         |
| 11 | L'appuntamento è per le quindici, al museo della memoria 「約束は午後三時、記憶ミュージアムにて」 - Yakusoku wa gogo-san-ji, kioku myūjiamu nite      | 14 marzo 2020    |         |
| 12 | Perché ci fa sentire così miserabili? 「どうしてこんなにみじめなんですか」 - Dōshite konna ni mijime nan desu ka                                      | 21 marzo 2020    |         |
| 13 | L'unica guida 「たったひとつの道しるべ」 - Tatta hitotsu no michishirube                                                                              | 28 marzo 2020    |         |

#### Seconda stagione
| Nº | Titolo italiano (traduzione letterale) Giapponese 「Kanji」 - Rōmaji                                                                            | In onda           | In onda |
| Nº | Titolo italiano (traduzione letterale) Giapponese 「Kanji」 - Rōmaji                                                                            | Giapponese        |         |
| 1  | Se siamo insieme sento che possiamo essere maghe 「みんなでなら魔法少女になれる気がしたの」 - Minna de nara mahō shōjo ni nareru ki ga shita no | 1º agosto 2021    |         |
| 2  | Non sono affatto come te 「あなたとは少しも似てなんかない」 - Anata to wa sukoshimo nite nanka nai                                              | 8 agosto 2021     |         |
| 3  | Era troppo da sopportare, vero? 「持ちきれないほどあったでしょ」 - Mochikirenai hodo atta desho                                                 | 15 agosto 2021    |         |
| 4  | Ti va bene così? 「お前はそれでいいのかよ」 - Omae wa sore de ii no ka yo                                                                       | 22 agosto 2021    |         |
| 5  | Non perdonerò più nessuno 「もう誰も許さない」 - Mō dare mo yurusanai                                                                           | 29 agosto 2021    |         |
| 6  | Qualcosa che posso fare soltanto io 「私にしかできないことです」 - Watashi ni shika dekinai koto desu                                           | 5 settembre 2021  |         |
| 7  | Non sai nulla 「何も知らないじゃない」 - Nani mo shiranai ja nai                                                                                | 12 settembre 2021 |         |
| 8  | Non sei forte 「強くなんかねーだろ」 - Tsuyoku nanka nē daro                                                                                    | 26 settembre 2021 |         |

#### Terza stagione
| Nº | Titolo italiano (traduzione letterale) Giapponese 「Kanji」 - Rōmaji                                                                            | In onda       | In onda |
| Nº | Titolo italiano (traduzione letterale) Giapponese 「Kanji」 - Rōmaji                                                                            | Giapponese    |         |
| 1  | Abbiamo fallito 「僕たちは失敗した」 - Bokutachi wa shippai shita                                                                               | 3 aprile 2022 |         |
| 2  | Non sono affatto come te 「あなたとは少しも似てなんかない」 - Anata to wa sukoshimo nite nanka nai                                              | 3 aprile 2022 |         |
| 3  | Le ragazze che presto scompariranno 「やがて消えゆく少女たちよ」 - Yagate kieyuku shōjotachi                                                    | 3 aprile 2022 |         |
| 4  | Per quanto tempo dovrò essere una ragazza magica? 「いつまで魔法少女を続けなきゃいけないの？」 - Itsu made mahō shōjo o tsuzukenakya ikenai no? | 3 aprile 2022 |         |